# Rhys Ddu
 (août 2017).
Si vous disposez d'ouvrages ou d'articles de référence ou si vous connaissez des sites web de qualité traitant du thème abordé ici, merci de compléter l'article en donnant les références utiles à sa vérifiabilité et en les liant à la section « Notes et références ».
Ne doit pas être confondu avec Rhys ap Gruffydd.
Pour les articles homonymes, voir Ddu.
Rhys Ddu ou Rhys ap Gruffudd (mort en 1410) est un chevalier gallois qui a pris part à la révolte des Gallois.

## Biographie
Il est le fils de Gruffudd ap Llywelyn ab Ieuan. Dans les années 1390, il sert comme shérif dans le Ceredigion.
Il rejoint la rébellion d'Owain Glyndŵr dès 1400. En 1404, Owain s'empare de l'importante place forte d'Aberystwyth, à l'ouest du pays de Galles. Rhys est nommé gardien du château d'Aberystwyth, qui est attaqué à l'été 1407 par l'armée anglaise commandée par Henri de Monmouth. Lors de négociations avec les Anglais, Rhys accepte de livrer le château si le siège est levé. Cependant, quand Owain est informé de cette clause, il ordonne à Rhys de résister aux assauts anglais et menace de le faire exécuter. Aberystwyth est finalement repris en septembre 1408 par les Anglais.
En 1410, Owain apprête ses soutiens pour un dernier raid dans le Shropshire. Nombre de ses plus fidèles capitaines sont présents. Quel qu'ait été le plan initial, le raid tourne mal et beaucoup de figures-clés de la rébellion, dont Rhys Ddu, sont capturées. Ce dernier est envoyé à la Tour de Londres et y est exécuté avant que ses membres ne soient exposés en différents endroits de Londres.